# Állapot programtervezési minta
Az állapot programtervezési minta nagyon hasonlít a stratégia mintára. Ez egy viselkedési programtervezési minta, amit angolul object for state patternként is hívnak. Ez a programtervezési minta egységbe zárja az egy azon rutinhoz használt különböző viselkedéseket alapul véve az objektum állapotát.
Feltételes utasítások tömege nélkül, letisztultabban képes az objektum viselkedésének megváltoztatására futási időben.

## Áttekintés
Az állapot programtervezési minta egy Gammáék 23 programtervezési mintája közül, melyek leírják, hogyan lehet megoldani az ismétlődő tervezési problémákat. Az ilyen problémák kiterjednek a rugalmas és újrafelhasználható objektumorientált szoftver tervezésre, például olyan objektumok kialakítására, amelyek könnyen megvalósíthatók, megváltoztathatók, tesztelhetők és újra felhasználhatók.
Az állapottervezési minta két fő probléma megoldására alkalmas:
- Ha egy objektum belső állapota megváltozik, akkor a viselkedésének is meg kell változnia.
- Az állapot-specifikus viselkedést függetlenül kell megvalósítani. Vagyis az új állapotok felvétele nem befolyásolhatja a meglévők viselkedését.

Az állapot-specifikus viselkedés közvetlenül az osztályon belüli implementálása rugalmatlan, mivel arra kötelezi az osztályt, hogy egy adott módon viselkedjen és lehetetlenné teszi az új állapotok hozzáadását vagy a meglévő állapot viselkedésének megváltoztatását később az osztálytól függetlenül.
Ehhez a minta kettő megoldást ír le:
- Különálló (állapot) objektumok definiálása, amelyek az egyes állapot-specifikus viselkedéseket zárják egységbe. Egy (állapot) interfészt definiál az állapot-specifikus viselkedés végrehajtásához és meghatározza azokat az osztályokat, melyek implementálják az interfészt minden egyes állapothoz.
- Egy osztály az állapot-specifikus viselkedést delegálja a jelenlegi állapotobjektumára, ahelyett, hogy közvetlenül végrehajtaná az állapot-specifikus viselkedést.

Ez az osztálytól függetlenné teszi az állapot-specifikus viselkedés megvalósítását. Új állapotok hozzáadhatók új állapotosztályok meghatározásával. Egy osztály megváltoztathatja viselkedését futási időben az aktuális állapot objektumának megváltoztatásával.

## Szerkezet

Állapot UML-ben

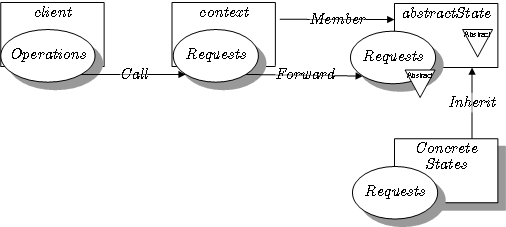
Állapot LePUS3-ban

## Példa

### Pszeudokód
Vegyünk példának egy rajzolóprogramot. A programnak van egy egérkurzora, ami bármikor bármelyik ponton többféle eszközként is működhet. Ahelyett, hogy több kurzor objektum közt váltogatnánk, a kurzor rendelkezik egy belső állapottal, ami az aktuális eszközt képviseli. Amikor egy eszköz függő metódus meghívásra kerül (mondjuk egy egérkattintás hatására), a metódushívás átadódik a kurzor állapotára.
Minden eszköz egy állapotnak felel meg. A megosztott absztrakt állapot az AbsztraktEszköz.
```
 
osztály
 AbsztraktEszköz 
     
	
 Mozgatás(pont) 
         
bemenet: 
 A 
pont
, ahova az egér elmozdul
         
(ezt a függvényt a gyermekosztályokban kell implementálni)

 
     
függvény
 egérLe(pont) 
         
bemenet: 
 A 
pont
, ahol az egér van
         
(ezt a függvényt a gyermekosztályokban kell implementálni)

 
     
függvény
 egérFel(pont) 
         
bemenet: 
 A 
pont
, ahol az egér van
         
(ezt a függvényt a gyermekosztályokban kell implementálni)
```

E szerint a definíció szerint minden eszköznek kezelnie kell az egér kurzor mozgását és a kattintások vagy húzások kezdetét és végét.
Ezt az alap osztályt használva az egyszerű toll és kijelölő eszközök valahogy így néznek ki:
```
 
gyermekosztály
 TollEszköz 
of
 AbsztraktEszköz 
     utolsó_egér_pozíció := invalid
     egér_gomb := fel
 
     
függvény
 Mozgatás(pont) 
         
bemenet: 
 A 
pont
, ahova az egér elmozdul
         
ha
 egér_gomb = le
             
(rajzol egy vonalat az 
utolsó_egér_pozíció-
tól a 
pont
-ig)

             utolsó_egér_pozíció := pont
 
     
függvény
 egérLe(pont) 
         
bemenet: 
 A 
pont
, ahol az egér van
         egér_gomb := le
         utolsó_egér_pozíció := pont
 
     
függvény
 egérFel(pont) 
         
bemenet: 
 A 
pont
, ahol az egér van
         egér_gomb := fel
```

```
 
gyermekosztály
 KijelölőEszköz 
of
 AbsztraktEszköz 
     kijelölés_kezdete := invalid
     egér_gomb := fel
 
     
függvény
 Mozgatás(pont) 
         
bemenet: 
 A 
pont
, ahova az egér elmozdul
         
ha
 egér_gomb = le
             
(kijelöli a négyzetet a 
kijelölés_kezdete
 és a 
pont
 között)

 
     
függvény
 egérLe(pont) 
         
bemenet: 
 A 
pont
, ahol az egér van
         egér_gomb := le
         kijelölés_kezdete := pont
 
     
függvény
 egérFel(pont) 
         
bemenet: 
 A 
pont
, ahol az egér van
         egér_gomb := fel
```

Ebben a példában a context osztály a Kurzor. Az absztrakt állapot osztályban (jelen esetben az AbsztraktEszköz osztályban) megnevezett metódusok a Kurzor osztályban is implementálva vannak. Ezek a metódusok a context osztályban meghívják az aktuális állapot megfelelő metódusait, amit az aktuálus_eszköz képvisel.
```
 
osztály
 Kurzor 
     aktuális_eszköz := 
new
 TollEszköz
 
     
függvény
 Mozgatás(pont) 
         
bemenet: 
 A 
pont
, ahova az egér elmozdul
         aktuális_eszköz.Mozgatás(pont)
 
     
függvény
 egérLe(pont) 
         
bemenet: 
 A 
pont
, ahol az egér van
         aktuális_eszköz.egérLe(pont)
 
     
függvény
 egérFel(pont) 
         
bemenet: 
 A 
pont
, ahol az egér van
         aktuális_eszköz.egérFel(pont)
 
     
függvény
 useTollEszköz() 
         aktuális_eszköz := 
new
 TollEszköz
 
     
függvény
 useKijelölőEszköz() 
         aktuális_eszköz := 
new
 KijelölőEszköz
```

Vegyük észre, hogy a Kurzor objektum ugyanúgy TollEszköz-ként és KijelölőEszköz-ként is képes viselkedni különböző helyzetekben úgy, hogy a megfelelő metódusokat átadja bármelyik épp aktív eszköznek. Ez az állapot minta lényege. Ebben az esetben megtehettük volna, hogy kombináljuk az állapotot és az eszközt, létrehozva a TollKurzor és a KijelölőKurzor osztályokat, ezzel leegyszerűsítve az egészet szimpla öröklésre, de gyakorlatban a Kurzor olyan adatokat hordozhat, ami költséges és nem elegáns minden új eszközválasztásnál átmásolni egy új objektumba.

### Java
Az állapot interfész két implementációval. Az állapot metódus hivatkozik a környezet objektumra, és képes állapotot változtatni.
```
interface
 
Statelike
 
{

    
void
 
writeName
(
StateContext
 
context
,
 
String
 
name
);

}

class
 
StateLowerCase
 
implements
 
Statelike
 
{

    
@Override

    
public
 
void
 
writeName
(
final
 
StateContext
 
context
,
 
final
 
String
 
name
)
 
{

        
System
.
out
.
println
(
name
.
toLowerCase
());

        
context
.
setState
(
new
 
StateMultipleUpperCase
());

    
}

}

class
 
StateMultipleUpperCase
 
implements
 
Statelike
 
{

    
/** Counter local to this state */

    
private
 
int
 
count
 
=
 
0
;

    
@Override

    
public
 
void
 
writeName
(
final
 
StateContext
 
context
,
 
final
 
String
 
name
)
 
{

        
System
.
out
.
println
(
name
.
toUpperCase
());

        
/* Change state after StateMultipleUpperCase's writeName() gets invoked twice */

        
if
(
++
count
 
>
 
1
)
 
{

            
context
.
setState
(
new
 
StateLowerCase
());

        
}

    
}

}

```

A környezet osztálynak van egy állapot objektuma, ami kezdetben alapértelmezett állapotot vesz fel, itt ez a StateLowerCase. Metódusaiban az állapot objektum metódusait hívja.
```
class
 
StateContext
 
{

    
private
 
Statelike
 
myState
;

    
StateContext
()
 
{

        
setState
(
new
 
StateLowerCase
());

    
}

    
/**

     * Setter method for the state.

     * Normally only called by classes implementing the State interface.

     * @param newState the new state of this context

     */

    
void
 
setState
(
final
 
Statelike
 
newState
)
 
{

        
myState
 
=
 
newState
;

    
}

    
public
 
void
 
writeName
(
final
 
String
 
name
)
 
{

        
myState
.
writeName
(
this
,
 
name
);

    
}

}

```

Az alábbi a használatot mutatja:
```
public
 
class
 
DemoOfClientState
 
{

    
public
 
static
 
void
 
main
(
String
[]
 
args
)
 
{

        
final
 
StateContext
 
sc
 
=
 
new
 
StateContext
();

        
sc
.
writeName
(
"Monday"
);

        
sc
.
writeName
(
"Tuesday"
);

        
sc
.
writeName
(
"Wednesday"
);

        
sc
.
writeName
(
"Thursday"
);

        
sc
.
writeName
(
"Friday"
);

        
sc
.
writeName
(
"Saturday"
);

        
sc
.
writeName
(
"Sunday"
);

    
}

}

```

A fenti main() main függvénnyel DemoOfClientState kimenete a következő lehet:
```
monday
TUESDAY
WEDNESDAY
thursday
FRIDAY
SATURDAY
sunday
```

## Fordítás
Ez a szócikk részben vagy egészben  a   State pattern című angol Wikipédia-szócikk ezen változatának fordításán alapul.  Az eredeti cikk szerkesztőit annak laptörténete sorolja fel. Ez a jelzés csupán a megfogalmazás eredetét és a szerzői jogokat jelzi, nem szolgál a cikkben szereplő információk forrásmegjelöléseként.